# Strovili
Strovili (griechisch Στροβίλι (n. sg.) auch Strofili (Στροφίλι)) ist eine kleine griechische Insel etwa 200 m vor der Nordostküste von Chios im Kanal von Inousses (Δίαυλος Οινουσών). Die unbewohnte Felseninsel wird vom Gemeindebezirk Kardamyla verwaltet.
Während der genuesischen Besatzung (1346–1566) befand sich auf der Insel einer der Wachtürme von Chios.
Strovili ist Teil des 36,5 km² großen Natura 2000 Gebiets Nordchios und Inousses (Βόρεια Χίος και Νήσοι Οινούσες) GR 4130001.